# Werner Prauss
Werner Prauss (26 ottobre 1933 – 7 marzo 2013) è stato un calciatore tedesco, di ruolo difensore.

## Carriera

### Nazionale
Con la nazionale della Saar giocò una partita senza segnare nessuna rete.